# ミック・マッカーシー
ミック・マッカーシー（Michael Joseph  McCarthy, 1959年2月7日 - ）は、イングランド出身の元サッカー選手、サッカー指導者。

## 来歴

### 選手時代
イングランドのサウス・ヨークシャー州バーンズリーに生まれ育ち、1977年当時4部リーグに所属していた地元バーンズリーFCで選手生活をスタートした。センターバックとして活躍し、在籍中の7シーズンでバーンズリーは2部まで昇格した。1983年のシーズン中、この年2部へ降格してきたマンチェスター・シティFCに移籍。マンチェスター・シティには4シーズン在籍し、クラブの1部復帰に貢献した。
1987年、マンチェスター・シティの2部降格を機に活躍の場をイングランド国外へ移し、スコットランドのセルティックFCへ移籍。リーグ優勝、カップ戦優勝の2冠獲得に貢献した。1989年にはフランスのオリンピック・リヨンへ移籍。翌年にはイングランドへ戻りミルウォールFCで3シーズンを過ごし、1992年そのまま選手兼任という形でクラブの監督に就任した。
1984年からはイングランド出身ながらアイルランド代表に参加している。父チャールズがアイルランド人であったため、彼はイングランド代表の他にアイルランド代表を選ぶことも出来た。1990年ワールドカップでは、オランダ、ルーマニアといった強豪を退け準々決勝まで進出している。アイルランド代表としては57試合に出場している。

### 監督時代

#### アイルランド代表
1992年、在籍していたミルウォールの監督に就任して指導者としての道を歩み始め、2002年の日韓W杯ではアイルランド代表を率いベスト16入りに貢献したが、その一方で、大会直前にチームの大黒柱であったロイ・キーンと対立し、メンバーから外した事件もあった。この背景にはイングランド生まれ、育ちであるマッカーシーとアイルランド生まれのロイ・キーンとの間の感情的な対立関係があり、マッカーシーに対し彼がイングランド人であることを罵倒する言葉をキーンが発したことが最終的な決裂へと繋がったとも言われている。キーンはこの事件後即座にアイルランドに帰国し、この二人の行動をめぐり国内を二分する大きな議論を巻き起こした（サイパン事件）。

#### クラブ
その後、11月に同国代表監督を辞任。2003年3月からサンダーランドAFCの監督に迎えられ、2004-05シーズンにはチャンピオンシップ（2部相当）を圧倒的な強さで優勝し、プレミアシップに復帰させた。しかしクラブの予算は厳しく、殆ど補強出来ないままに挑んだ2005-06シーズンのプレミアシップでは大苦戦し、ホームで1勝も上げられないまま、2006年3月にクラブを解任された。
2006年7月にはウルヴァーハンプトン・ワンダラーズFCの監督に就任し、下位に低迷していたチームをシーズン後半にはプレーオフ圏に食い込ませた。2006-07シーズンも引き続きウルヴスを指揮して善戦したが、僅差でプレーオフ出場を逃す結果となった。2008-09シーズンは4節で首位に立つと、途中3週だけ2位に落ちるものの、14節以降はチャンピオンシップの首位を一度も譲ることなく独走し、4月18日に残り2節を残して自動昇格圏内である2位以内を確定する快進撃を見せた。
2009-10シーズンのプレミアリーグでもマッカーシーは、ケヴィン・ドイル以外に目立った補強が出来なかったウルヴスを率いて苦戦するものの、強豪トッテナム・ホットスパーに連勝するなど注目に値する戦果も上げ、最終的には勝ち点38の15位でシーズンを終えた。マッカーシーは自身の指導者キャリアとして初めて、監督するチームのプレミアリーグ残留に成功した。しかし2011-12シーズンの2012年2月13日にクラブを解任された。
なお、マッカーシーはチャンピオンシップにおいて月間最優秀監督賞をこれまでに3度受賞している（サンダーランド時代に1度、ウルヴスで2度）。これはビリー・デイヴィス（プレストン・ノースエンドとダービー・カウンティにて）とニール・ウォーノック（シェフィールド・ユナイテッドとクリスタル・パレスにて）の4度に続く数字である。

## 代表歴

### 出場大会
- アイルランド代表
  - 1990 FIFAワールドカップ

### 試合数
- 国際Aマッチ 57試合 2得点（1984年-1992）[3]

| アイルランド代表 | 国際Aマッチ | 国際Aマッチ |
| 年               | 出場        | 得点        |
| ---------------- | ----------- | ----------- |
| 1984             | 4           | 0           |
| 1985             | 7           | 0           |
| 1986             | 6           | 0           |
| 1987             | 7           | 0           |
| 1988             | 9           | 1           |
| 1989             | 5           | 0           |
| 1990             | 12          | 0           |
| 1991             | 3           | 0           |
| 1992             | 4           | 1           |
| 通算             | 57          | 2           |

### 得点
出典
| # | 開催日        | 開催地                         | 対戦国         | 結果 | 大会     |
| - | ------------- | ------------------------------ | -------------- | ---- | -------- |
| 1 | 1988年4月27日 | アイルランド、ダブリン         | ユーゴスラビア | 2-0  | 親善試合 |
| 2 | 1992年5月30日 | アメリカ合衆国、ワシントンD.C. | アメリカ合衆国 | 3-1  | USカップ |

## 監督成績
| クラブ                             | 就任           | 退任           | 記録  | 記録 | 記録 | 記録 | 記録   |
| クラブ                             | 就任           | 退任           | 試合  | 勝ち | 分け | 負け | 勝率 % |
| ---------------------------------- | -------------- | -------------- | ----- | ---- | ---- | ---- | ------ |
| ミルウォール                       | 1992年3月18日  | 1996年2月4日   | 207   | 74   | 72   | 61   | 035.75 |
| アイルランド代表                   | 1996年3月1日   | 2002年11月5日  | 68    | 29   | 20   | 19   | 042.65 |
| サンダーランド                     | 2003年3月12日  | 2006年3月6日   | 147   | 63   | 26   | 58   | 042.86 |
| ウルヴァーハンプトン・ワンダラーズ | 2006年7月21日  | 2012年2月13日  | 270   | 104  | 66   | 100  | 038.52 |
| イプスウィッチ・タウン             | 2012年11月1日  | 2018年4月10日  | 279   | 105  | 78   | 96   | 037.63 |
| アイルランド代表                   | 2018年11月25日 | 2020年4月4日   | 10    | 5    | 4    | 1    | 050.00 |
| APOEL                              | 2020年11月2日  | 2021年1月6日   | 8     | 2    | 1    | 5    | 025.00 |
| カーディフ・シティ                 | 2021年1月22日  | 2021年10月23日 | 38    | 14   | 11   | 13   | 036.84 |
| 合計                               | 合計           | 合計           | 1,027 | 396  | 278  | 353  | 038.56 |

## タイトル

### 選手時代
セルティックFC
- スコットランドフットボールリーグ プレミアディビジョン:1回（1987-88）
- スコティッシュカップ:2回（1987–88、1988–89）

### 監督時代
サンダーランドAFC
- フットボールリーグ・ディヴィジョン1:1回（2004–05）

ウルヴァーハンプトン・ワンダラーズFC
- EFLチャンピオンシップ:1回（2008-09）

個人
- RTÉ Sports Person of the Year:1回（2001）
- EFL Championship Manager of the Month:5回（2005年3月、2008年8月、2008年11月、2014年9月、2015年11月）